# Ion Popa
Ion Popa, né le 2 février 1957 en Roumanie, est un rameur d'aviron roumain naturalisé australien. 

## Carrière
Ion Popa a participé aux Jeux olympiques de 1984 à Los Angeles. Il a remporté la médaille de bronze avec le huit australien composé de Clyde Hefer, Samuel Patten, Timothy Willoughby, Ian Edmunds, James Battersby, Craig Muller, Stephen Evans et Gavin Thredgold. Il termine cinquième aux Jeux olympiques de 1988 à Séoul.
Il est aussi champion du monde avec le huit australien en 1986 et médaillé d'argent avec le huit australien en 1983.
Il a aussi concouru sous les couleurs de la Roumanie, terminant cinquième de la finale B des Championnats du monde d'aviron 1977 avec le huit roumain.

## Vie privée
Il est marié à la rameuse australienne Susan Chapman et leur fille, Rosemary Popa, est également une rameuse.